# Abalistes filamentosus
Abalistes filamentosus, vrsta ribe porodice Balistidae, red četverozupki (Tetraodontiformes), jedna je od tri poznate vrste unutar svoga roda Abalistes. To je riba pelagijske i neritičke zone. Živi na dubini od 61 do 180 m od otočja Ryukyu do sjeverozapadnog australskog šelfa i Timorskog mora.
Naraste do 32,5 cm. Narodnih naziva za nju nema, a dva puta krivo je imenovana kao Abalistes stellatus (non Anonymous, 1798) i Abalistes stellaris (non Bloch & Schneider, 1801.). Klasificirana je tek 2004. godine (Matsuura & Yoshino).